# Euchloe eversi
Euchloe eversi is een vlinder uit de familie witjes. De wetenschappelijke naam is voor het eerst geldig gepubliceerd in 1963 door Stamm.
De soort komt voor in Europa.